# Slavikita
La slavikita és un mineral de la classe dels sulfats. Va ser anomenada l'any 1926 per Rudolf Jirkovsky i František Ulrich en honor del mineralogista txec František Slavík (1876-1957).

## Característiques
La slavikita és un sulfat de color groc verdós i lluentor vítria. Cristal·litza en el sistema trigonal, formant cristalls escamosos de fins a 0,3mm, normalment tabulars. Pot formar incrustacions o eflorescències, i s'hi pot trobar de manera massiva o en petits grans. La seva duresa a l'escala de Mohs és de 3,5. La seva densitat es troba entre 1,905 i 1,99 g/cm³.
Segons la classificació de Nickel-Strunz, la slavikita pertany a «07.DF - Sulfats (selenats, etc.) amb anions addicionals, amb H₂O, amb cations de mida mitjana i grans» juntament amb els següents minerals: uklonskovita, caïnita, natrocalcita, metasideronatrita, sideronatrita, despujolsita, fleischerita, schaurteita, mallestigita, metavoltina, lannonita, vlodavetsita, peretaita, gordaita, clairita, arzrunita, elyita, yecoraita, riomarinaita, dukeita i xocolatlita.

## Formació
Es troba com a producte de l'oxidació de la pirita en esquists i pissarres. Sol trobar-se associada a altres minerals com: pickeringita, halotriquita, pirita i guix.